# 犯罪現場Zero
《犯罪現場Zero》（韓語：크라임씬 제로）是韓國Netflix預定於2025年第三季度播出的推理綜藝節目，節目成員包括張鎮、朴芝潤、張東民、金智勳和安俞真。

## 節目成員
| 姓名   | 出生日期 （年齡） | 職業               | 備註     |
| ------ | ----------------- | ------------------ | -------- |
| 張鎮   | 1971年2月24日     | 電影導演、編劇     |          |
| 朴芝潤 | 1979年3月23日     | 前播音員、自由職業 |          |
| 張東民 | 1979年7月20日     | 喜劇演員、放送人   |          |
| 金智勳 | 1981年5月9日      | 演員               |          |
| 安俞真 | 2003年9月1日      | 歌手（IVE）        |          |
| 珉熙   | 2002年9月17日     | 歌手（CRAVITY）    | 偵探助理 |

## 外部連結
- Daum上《犯罪現場Zero》的資料